# Hypothyce
Hypothyce är ett släkte av skalbaggar. Hypothyce ingår i familjen Melolonthidae.
Kladogram enligt Catalogue of Life:
| Hypothyce | \| \| Hypothyce burnei \| \| \| \| \| \| Hypothyce mixta \| \| \| \| \| \| Hypothyce osburni \| \| \| \| |
|           | \| \| Hypothyce burnei \| \| \| \| \| \| Hypothyce mixta \| \| \| \| \| \| Hypothyce osburni \| \| \| \| |
|           | Hypothyce burnei                                                                                         |
|           | |
|           | Hypothyce mixta                                                                                          |
|           | |
|           | Hypothyce osburni                                                                                        |
|           | |